# Kristin Fortune
Kristin Fortune é uma ex-patinadora artística americana, que competiu na dança no gelo. Com Dennis Sveum ela conquistou uma medalha de prata em campeonatos mundiais, uma medalha de prata no Campeonato Norte-Americano e foi bicampeã do campeonato nacional americano.

## Principais resultados

### Com Dennis Sveum
| Resultados                                            | Resultados       | Resultados       | Resultados    | Resultados    | Resultados    | Resultados    | Resultados    | Resultados    | Resultados    | Resultados    | Resultados    | Resultados    | Resultados    | Resultados    | Resultados    |  |
| Internacional                                         | Internacional    | Internacional    | Internacional | Internacional | Internacional | Internacional | Internacional | Internacional | Internacional | Internacional | Internacional | Internacional | Internacional | Internacional | Internacional |  |
| Evento/Temporada                                      | 1964– 1965       | 1965– 1966       |               |               |               |               |               |               |               |               |               |               |               |               |               |  |
| ----------------------------------------------------- | ---------------- | ---------------- | ------------- | ------------- | ------------- | ------------- | ------------- | ------------- | ------------- | ------------- | ------------- | ------------- | ------------- | ------------- | ------------- |  |
| Campeonato Mundial                                    | 5.ª              | Medalha de prata |               |               |               |               |               |               |               |               |               |               |               |               |               |  |
| Campeonato Norte-Americano                            | Medalha de prata |                  |               |               |               |               |               |               |               |               |               |               |               |               |               |  |
| Nacional                                              |                  |                  |               |               |               |               |               |               |               |               |               |               |               |               |               |  |
| Campeonato dos Estados Unidos                         | Medalha de ouro  | Medalha de ouro  |               |               |               |               |               |               |               |               |               |               |               |               |               |  |
|                                                       |                  |                  |               |               |               |               |               |               |               |               |               |               |               |               |               |  |
| Legenda: Competição não foi disputada nesta temporada |                  |                  |               |               |               |               |               |               |               |               |               |               |               |               |               |  |